# Ярила
Яри́ла (Яри́ло) — персонификация одного из летних праздников в русском народном календаре (преимущественно — Верхнее Поволжье, южнорусские губернии); по другой интерпретации славянское божество весеннего плодородия. Согласно энциклопедическому изданию «Славянские древности: Этнолингвистический словарь» Института славяноведения РАН под редакцией Н. И. Толстого (2012), вопреки распространённому мнению, Ярила не был богом солнца.

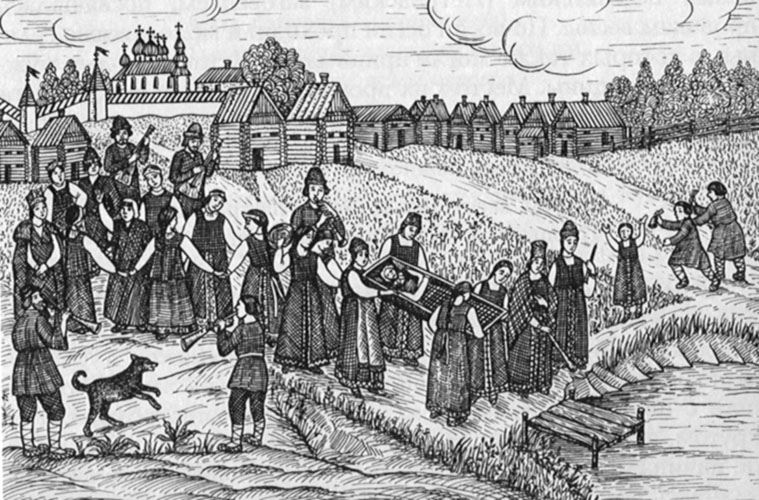
«Похороны Костромы». Рисунок с лубка. XIX век

Образ Ярилы сходен с образами Костромы, Кострубоньки, чучела Масленицы. Во многих деревнях данные персонажи были в виде кукол, которые украшали и носили с песнями по деревне. Так, в Костромской деревне такое чучело под названием Ярило клали в гроб и давали носить по деревне старику, которого одевали в лохмотья, а вместо песен было оплакивание. После этого Ярило зарывали в поле. Чучело Ярилы имело ярко выраженные признаки пола, а его оплакивание бабами и причитания нередко содержали эротические намёки и сопровождались скабрёзными шутками мужиков.

## Данные источников
Впервые Ярило упоминается в 1765 году в «увещании» епископа Тихона Задонского к жителям Воронежа:

На поле, близ московских ворот совершается праздник, который здешние жители называют «Ярило»: множество мужей и жен, старых и молодых, а также малых детей из всего города на то место собралось. Среди этого множества народа некоторых увидел почти бесчувственно пьяными. Между иными ссоры, между иными драки увидел, иных раненых, иных окровавленных усмотрел. Приметил я и пляски пьяных жен со скверными песнями. А посреди <…> стоит кабак в палатке, из которого беспрестанно выносят вино и друг друга потчуют и упиваются, а неподалеку от него продаются и всякие съестные вещи. <…> Некоторые этот праздник, как я от здешних старых людей слышу, называют игрищем. <…> Начинается он в среду или четверг по сошествии Святого Духа, и усиливается в следующие дни. А в понедельник, в первый день этого поста, оканчивается.— Тихон Задонский. Увещание жителям города Воронежа об уничтожении ежегодного празднества под названием «Ярило»
Тихон приходит к выводу, что «был некий древний идол, прозываемый именем Ярило», который якобы почитался здесь в дохристианские времена. Уроженец Воронежа митрополит Евгений (Болховитинов) дополняет описанную картину следующими подробностями:
На сборище сие избирался человек, которого обвязывали всякими цветами, разными лентами и колокольчиками; на голову надевали высокий колпак, сделанный из бумаги, раскрашенный и развязанный также лентами; лицо ему намазывали румянами; в руки давали позвонки. В таком виде ходил он пляшучи по площади, сопровождаемый толпами народа обоего пола, и назывался Ярилом. Повсюду видимы были игры; пляски, пьянство и страшные кулачные бои…
По словам костромского историка, протоиерея Михаила Диева (1836), первые данные о праздновании в честь Ярилы в Костроме относятся также к середине XVIII века: 
Празднество Ярилу отправлялось и в Костроме; всесвятское заговение там доселе называется Ярило. Костромские старожилы рассказывали мне, что перед сим лет за 60 в всесвятское гульбище один носил Ярила, — изображение мужчины, украшенного лентами, с большим детородным удом, — в ящике; на гулянке женщины около него ходили, сначала пели песни, потом с плачевными причетами его зарывали в землю, и что в один год (около 1766 г.) Костромской епископ Симон прибыл на гулянку, сделал народу пастырское увещание…

## Ярила как умирающее и воскресающее божество
По мнению ряда исследователей, ритуальный образ Ярилы, как и сходных персонажей, представляет собой не до конца развившийся образ умирающего и воскресающего бога. Дж. Фрэзер так реконструировал стадии развития этого божества:
1. Земля и урожай является главной ценностью для земледельца. Поэтому понять, как-то воздействовать на этот процесс было одной из главных составляющих мышления человека. Сначала выделяется «дух зерна» — сила плодородия, та которая и ведёт к урожаю. Обычно он мыслился остающимся в последних несжатых колосьях, при помощи манипуляций с которыми («завивание бороды», «последний сноп») земледелец пытался сохранить и возродить плодородную силу земли.
2. «Дух зерна» с течением времени переходит в стадию Хозяина зерна, это уже́ не дух, но то, что им повелевает.
3. Персонификация (Ярило, Кострома, Кострубонька). Это ещё не боги — им не поклоняются, и культ их носит временный характер (манипуляции с чучелом в определённый праздник).
4. Обожествление — хотя аграрное происхождение его и не исчезло — празднование в честь них ещё сопряжено к земледелию, но уже есть постоянное поклонение им (Персефона, Осирис и т. д.)[7][8].

## Образ по П. Древлянскому
П. Древлянский описывал образ Ярилы (Ярила), как человека на белом коне и (если его изображала девушка) в белой мантии. Если Ярилу изображал парень, зачастую он был голым. Голову Ярилы покрывает венок из весенних цветов, в его руках — колосья. Сам он молодой, светлоглазый и со светлыми кудрявыми волосами. Где Ярило пройдёт — будет хороший урожай, на кого посмотрит — у того в сердце разгорается любовь. Во многих песнях, присказках люди обращаются к этому божеству с просьбой о тёплом лете и хорошем урожае. Ярило в белорусских праздниках участвует в виде Яры-Ярилихи.
В его трудах, у белорусов в конце апреля (27 апреля) вечером собирались девушки, выбирали из своей среды одну, наряжали её в белое, на голову клали венок, в правую руку давали череп (толкование мифологов: «побеждённая зима или ночь»), в левую — ржаные колосья («плодородие земли»), сажали её на белого коня, а сами становились вокруг и пели песни в честь Ярило.
Исследователи рассматривают большу́ю часть данных Древлянского — в том числе и о Яриле — как фальсификацию. Вяч. Вс. Иванов и В. Н. Топоров, однако, считали их подлинными и использовали информацию Древлянского в своих реконструкциях. Согласно последним данным, белорусский «бог весны и плодоносия» П. Древлянского — романтическая мистификация.
В христианстве функции Ярилы переходят к святому Георгию (Юрию, Егорию Вешнему).

## Статус
Вопрос о том, являлся ли Ярило божеством или всего лишь ритуальным персонажем, долгое время оставался открытым. Часть исследователей считает, что нет никаких данных, что Ярило был славянским божеством. По мнению ряда исследователей XIX века (А. Н. Афанасьева, П. С. Ефименко, А. С. Фаминцына и др.), Ярило являлся древнеславянским божеством солнца, весеннего плодородия и любви. Та же версия отражена в третьем издании БСЭ. Славист А. И. Яцимирский в ЭСБЕ писал, что Ярило является именем какого-то славянского божества и названием весенних праздников.
В. В. Иванов и В. Н. Топоров склонялись к тому, что Ярило был божеством. Его нередко, основываясь на сходстве имён, связывают с Яровитом балтийских славян. В энциклопедическом издании «Мифы народов мира» (1980) Ярила трактуется как божество весеннего плодородия, образ которого сохранился в рамках славянской весенней обрядности в качестве персонажа низшей мифологии. Там же указано, что образ Ярилы, предположительно, возник из совокупности весенних обрядов, названия которых, которые включали корень *jar, позднее оказались восприняты как эпитет бога.
Нет достоверных данных, что этот персонаж был славянским божеством. Древние памятники не содержат указания на подобное божество. Н. М. Гальковский писал: «Древние памятники совершенно не упоминают о Яриле. Одно из первых упоминаний о Яриле содержится в увещеваниях Тихона Задонского жителей гор. Воронежа» (относится к 1763 году). Имя Ярилы, как и многие другие славянские слова с корнем -яр-, связано с представлением о весеннем плодородии (ср. рус. яровой, ярый; укр. ярь, болг. яра́ и пол. jаr, jarz — «весна», схожие слова с тем же корнем есть и у других южных и западных славян). Имя Ярило по источникам относится к восточно-славянскому земледельческому празднику (по предположению исследователей, восходящему к аграрным языческим религиозным представлениям), а также к обрядовому олицетворению данного праздника, обычно в образе соломенного чучела.
В энциклопедическом издании «Славянские древности: Этнолингвистический словарь» Института славяноведения Российской академии наук, вышедшем под редакцией Н. И. Толстого (2012), трактуется как персонификация праздника.

## Происхождение имени
По мнению Макса Фасмера, имя «Ярило» происходит от др.-рус. ꙗра «весна», родственного словам ярь «яровой хлеб», ярые пчёлы «первый рой в улье летом», яровой хлеб, яровик «животное или растение этого года», ярица, ярина «яровое». Слово восходит к праславянскому корню *jarъ, родственному гот. 𐌾𐌴𐍂 (jēr) «год», авест. yārə «год», др.-греч. ὥρα «время года, пора», ὧρος «время, год», лат. hōrnus «этого года» (из *hōjōrō «в этом году»).
По мнению Вяч. Вс. Иванова и В. Н. Топорова, имя «Ярило» производится от корня «яр-» (*jar), с которым соотносятся представления о яри как высшем проявлении производительных сил, обеспечивающем максимум плодородия, прибытка, урожая.
Берестяная грамота XII века из Старой Русы № 10 начинается со слов «Грамота от Ярилы к Онании» (др.-рус. «Сь грамота ѿ Ѧриль ко Онание…»).
Неоднократные попытки объяснить происхождение имени Ярило производились ещё в XIX веке. Производя его от санскритского корня अर् (ar),  одни учёные находили соответствие между славянским Ярило и санскр. अर्वन् IAST: arvan — «конь» (в Ведах — эпитеты солнца: «быстрый, стремительный, бегущий»), сближая с др.-греч. Ἔρως («Эрот», бог любви); другие предпочитали санскр. ऋणोति IAST: ṛṇóti — «воздыматься», Шаблон:Lang-grс «подниматься»; третьи находили те же звуки в славянских словах «ярый», «яриться», «ярына», «ярица», «ярец», чеш. jar, словац. jarice, пол. jarzyna и т. д., и видели в корне -яр- значение «стремительности, быстроты, силы, света, весеннего или восходящего солнца». Отсюда божество Ярило имело следующую характеристику: «распространяющий весенний или утренний солнечный свет, возбуждающий растительную силу в травах и деревьях и плотскую любовь в людях и животных, юношескую свежесть, силу и храбрость в человеке». Сохраняя за предложенными толкованиями относительное правдоподобие, можно установить только общность имени Ярило со словом ярый «белый».

## В культуре Нового и Новейшего времени

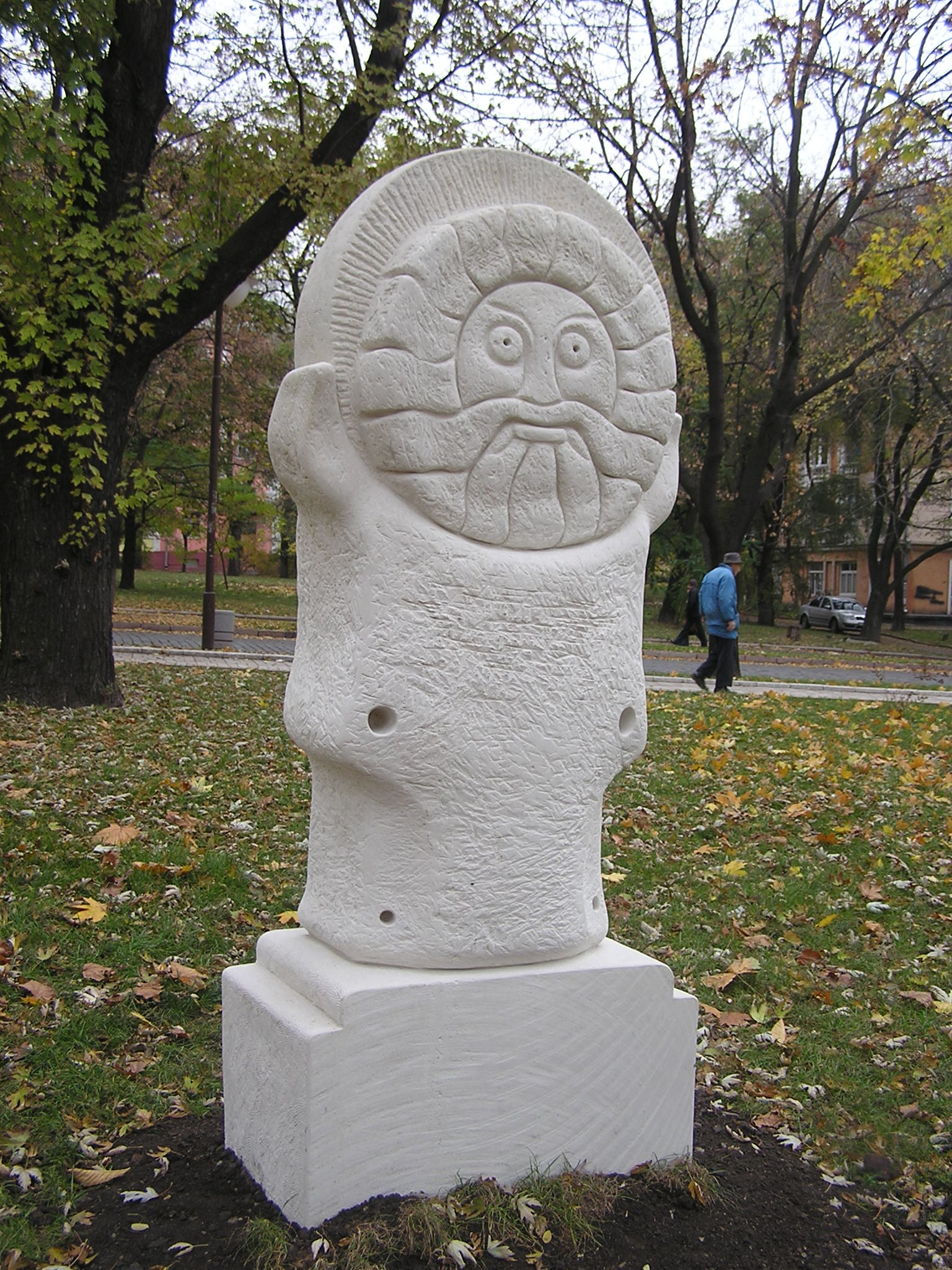
Скульптура «Ярило» в парке «Украинская степь»

Начиная с XIX века, образ Ярилы нередко встречается в различных литературных произведениях, например:

Идёт удалый бог, Ярило-молодец,

И снежный саван рвёт по всей Руси широкой!

Идёт могучий бог, враг смерти тусклоокой,

Ярило, жизни царь и властелин сердец,

Из мака алого сплетён его венец,

В руках — зелёной ржи трепещет сноп высокий,

Глаза как жар горят, румянцем пышут щеки,

Идёт весёлый бог, цветов и жатв отец!— Пётр Бутурлин, «Ярило»
В современном массовом сознании чаще всего бытует не реальный образ Ярилы (чучело — символ плодородия), а романтический, являющийся плодом спекуляций и реконструкций. К примеру, во многих публикациях Ярилу называют «богом солнца», что, по мнению Института славяноведения РАН, в корне неверно, и Ярило таковым не являлся. В наши дни подобное мифотворчество продолжается в среде неоязычников.